# 軍隊式近接格闘術
軍隊式近接格闘術（ARB）（露: Армейский рукопашный бой）とは、1979年にソビエト連邦軍によって世界中の格闘技や武術・武道の要素（腕、脚、頭による打撃技、組技、関節技）を組み合わせた上で、実戦の中でテストされた、防御と攻撃の汎用的な訓練システムである。フルコンタクトルールによって人気を得ており、現代的な急速に発展している格闘技の一つである。

## 歴史
軍隊式近接格闘術は1979年に、カウナス市(ガイジュナイ村の軍事ユニット42235または、第242空挺教育センター)で、空挺軍の初めての選手権が第7親衛空挺団のスポーツ基地で開催された際に、軍事実践スポーツの種目として誕生したとされている。それ以来、近接格闘術の空挺軍選手権は毎年開催されている。ロシア戦略ロケット軍等の部隊の体力トレーニングとスポーツの専門家や愛好家によって創始されたARBは、トレーニングプログラムへ導入され、体力トレーニングの主要な構成要素になった。
この最初の選手権の開催が可能になったのは、それまでに長年にわたり行われてきた様々な種類の格闘技の実践と実験のおかげであることは特筆すべきであろう。慎重に選抜され召集された人員の中にはボクシング、レスリング、サンボ、柔道等の有段者や受賞者が含まれていた。兵士達と指揮官たちの組織的な訓練は、軍隊式近接格闘術として現在広く知られているシステムの誕生の原動力となった。当時（70年代初頭）は、徴兵のための近接格闘術の実践訓練は「スポーツと空挺部隊の特殊技術のインストラクター養成プログラム」と呼ばれていた。
ARBトレーニングは、その登場以来長い間、特別体力訓練及び、部分的に、特別戦術訓練の範囲を超えていなかった。 軍務以外の目的での白兵戦スキルと個々の技術の使用は禁止の対象とされた。そのため、70年代に、空挺部隊と特殊部隊の施設内の情報掲示板には、軍人は特殊作戦中にのみ白兵戦技術を使用する権利を有すると特に強調されていた。他の状況下では、技術の使用は違法であり、懲戒処分や刑事責任を伴う可能性があるとされた。
1994年まで、ARBは軍事実践スポーツの地位を持ち、軍隊でのみ採用されていた。 時の経過とともに、ARBの幅広い技術、その実践能力、トレーナーや教官の高い資格、高い技術を持つ参加者による高レベルな競技会の充実した日程が、様々な格闘技に従事するアスリートだけでなく、若い世代にも大きな関心を呼び起こした。これにより、FARB（AAKVEの枠組み内）から1995年の全ロシア公共団体である「ロシア軍隊式近接格闘術連盟」（ロシアFARB）の創設まで短期間で行われた。ロシア法務省に登録されているロシアFARBは、独立して、またはロシア連邦の構成組織である地域事務所を通じてARBを発展させる権利を委任された。 現在、他の種類の格闘技や武道と共に、軍隊の白兵戦の技術を軍務につかない一般人の自己防衛や訓練のために実践することが可能になった。
近接格闘術の訓練の普遍性、対戦の見ごたえ、信頼できる防具、明確な審判のおかげでこの新しいスポーツは軍人の間で人気を博した。これにより、1991年にレニングラード市で軍隊初の選手権が開催され、ARBの発展の方法と方向性が決定された。軍事体育大学（VIFK）は、ARB発展のための教育及び方法論の本拠地となった。組織の垣根を超えて、ロシア連邦、CIS諸国や遠近の海外の軍隊や警察の体力トレーニングとスポーツの将来の専門家達が、ARBの基礎の習熟のコースを受講した。格闘技センターでは指導者を養成し、トレーナーと審判員の資格を高めている。科学研究センターで白兵戦についての手引書、教科書、参考教材などの開発と出版を行っている。
ARBの普及と発展のために、国防省スポーツ委員会（SKMO）の主導により、1992年に軍格闘術協会の枠組みの中で陸軍白兵戦連盟（FARB）が設立された。FARBとSKMOの意図的な取り組みにより、ARBを1993-1996年の間に軍事スポーツ分類、1997-2000年の統一全ロシアスポーツの分類に含め、1995年に規則を作成して発表し、ロシア国家スポーツ委員会から、ロシアスポーツマスターの称号とスポーツ職階を授与する権利を与えられた。
今日では、ARBはロシア連邦の全地区に代表部を持ち、ロシア連邦の構成組織、法執行機関、スポーツ協会、および部門の半数以上の組織で順調に発展している。 特に発展が目覚ましいのは南部、中央、ボルガ、ウラル、極東の連邦管区、ロストフ州、モスクワ州、サラトフ州、イヴァノヴォ州、ヴォロネジ州、アルハンゲリスク州、サマラ州、コストロマ州、オムスク州、イルクーツク州、沿海地方、スタヴロポリ地方、クラスノダール地方、ダゲスタン、カバルダ・バルカル、ハンティ・マンシ各自治管区、モスクワ市、サンクトペテルブルク市などである。50万人以上の市民がARBに積極的に関わっている。

## 対戦ルールと特徴
ARBは他のフルコンタクト格闘技と比べて、畳の上に立った状態から両手と足で横になっている相手をノックアウトすることと、頭部への頭突きが可能である。

### 対戦ルール
- 選手の対戦は、最小で14×14メートルの正方形のマット（畳）で行われる。 戦いは8×8mまたは10×10mの正方形の中で行われる。最低幅3メートルの外側の畳の領域は、アスリートの安全を確保するためにある。選手がタタミを離れると、試合は「待て」の指示で停止し、選手は審判の「両選手は中央へ」の指示で畳の中央に戻る。 同時に、畳の領域（安全地帯を含む）で技（投げ技）が掛けられ始め、その終了が四角形の外で発生した場合、判定がされるが、一般的なルールに従って試合は停止する。

- 選手は年齢カテゴリー（18歳未満の選手の場合、年齢カテゴリへの分類は競技規則によって異なる）と、体重が60kgまでから90kg以上まで5kg刻みで分類される。 場合によっては、事前の合意により、75kgまでと75kg以上の2つの重量カテゴリしかない場合がある。（地方トーナメントの大人のみ）
- 選手は赤帯か青帯で分けられ、時には黒か白の道着に分けられる。サマリーテーブルの最初に姓が記載された選手が赤帯あるいは黒の道着を身に着ける。
- 選手は試合中に用具（ヘルメットを締めなおす、パッドやプロテクターを固定する、道着の帯を締めなおす等）の問題を自力で解決できないので、それらを担当するセコンドに時間が割り当てられている。試合中、セコンドは選手席の後ろにある椅子に配置される。この場合、試合中にセコンドから選手に指示やアドバイスをすることは禁止されている。セコンドとの会話には注意が与えられ、違反が繰り返される場合は警告になる。
- 試合は1ラウンドで構成され、青年、青少年、少年は2分、成人男性と全ての決勝戦は3分。女子の場合、トーナメント前のチーム代表会議で試合時間が短縮されることがある。
- パンチ、キック、投技、関節技といった技術が評価される。頭突きとグラウンドでのレスリングは加点されない。
- 禁止行為：指で目を打つ。首、背骨、手への絞技・関節技。寝ている相手へのジャンプからの踏み付け攻撃。内腿、股間、腕と脚の関節、後頭部と背骨への打撃。引き延ばす関節。ヘルメットやその持ち手を握る行為。

### 勝利判定

#### ポイント（副審の決定による）
- 明確な優勢（相手が攻撃に抵抗しなくなったとき、または攻撃中に背を向けたとき。）
- 相手の棄権（規則違反によらない怪我、倦怠感など）
- 相手の不出場
- 関節技・絞技によるタップ
- ノックアウト
- １試合中に２度のダウン
- 対戦相手の失格（3つの警告、スポーツマンシップに反する行為、例外的な場合で対戦相手にルール違反の打撃を加えると試合続行不可となる。）